# HD 158170
HD 158170，又名BD-08 4444，SAO 141679、HR 6504，是一颗恒星，视星等为6.37，位于銀經15.66，銀緯14.38，其B1900.0坐标为赤經17h 22m 36.5s，赤緯-8° 14.38′ 15″。